# SS Kaffraria
SS Kaffraria var et britisk fragtskib ejet af rederiet Bailey & Leetham fra Hull, England. Det blev i 1864 bygget for rederiet Ryrie & Company i London af værftet Laing & Son, Ltd., Sunderland, England. Ryrie & Company solgte 1871 skibet til rederiet Bailey & Leetham.
Navnet Kaffraria henviser til en britisk koloni Kapkolonien tilhørende området mellem Britisk Kaffraria, distriktet Queenstown og Wodehouse, Basutoland,  Kolonien Natal og det Indiske Ocean.

## Skibet
Først blev det 872 BRT registreret, dette tal blev i 1873 ændret efter en forlængelse af skibet forhøjet til 1039 BRT. Skibet var 72 meter lang, havde en bredde af 8,8 meter og en dybgang på 4,9 meter. Det var en en-skruet-skonnert af jern med dækket i to niveauer, fem  skotter, et sænket dæk og agter med dobbelt bund. Det havde en firecylindret dampmaskine, som ydede 90 hk. Maskinen var bygget af Humber Iron Works i Hulln. 1883 blev dampkedlen udskiftet. Skibets Lloyd-register-kode-bogstaver var WFVQ og dets registernummer var 49917.

## Skibets skæbne
Under kaptajn  W. Barrons kommando løb Kaffraria den 7. januar 1891 i Elben på grund ud for Otterndorf. Skibet var ladet med eksport-forbrugsvarer som  køkkengrej, legetøj, uldgarn, værktøj og husholdningsapparater. Den værdifulde fragt blev meget hurtig plyndret af kystindbyggerne. En dag senere, den 8. januar, sank skibet. Da vraget i tidens løb blev en forhindring for skibsfarten, blev det fjernet i 1984. Agterdelen af skibet med ror og skrue kan i nutiden ses som et mindesmærke for strandingen på stranden ved Otterndorf.

## Fortælling
Ifølge en historie fra Otterndorf, øvede en af Hadler skytteforenings medlemmer sig  i hemmelighed på det yderste dige. Uheldigvis ramte en af hans kugler SS Kaffrarias skibsskrue. På grund af skuddet blev  skibet ude af stand til at manøvrere og løb med fuldkraft på sandrevlen Medemsand. Skibets bund blev derved oprevet, så vandet kunne trænge ind og skibet kom i vanskeligheder. Den begyndende nordvest storm beseglede dets skæbne. Ladningen blev efterhånden skyllet ind på stranden ved Otterndorf. Men man fandt ikke noget af den dyrebare last igen. Citat fra en lokal avis: „… Denne værdifulde last blev meget hurtigt fjernet illegalt af de lokale indbyggere, før skibet skibet den 8. januar sank i Elben …“ Om der bestod en sammenhæng mellem forliset og en tre år senere stor pengegave til bygningen af en skydehal med en 175 meter lang skydebane, er uopklaret.